# Светослав Акрабов
Светослав Стоянов Акрабов е български офицер, генерал-майор, участник в Балкансите войни (1912 – 1913), командир на ескадрон от 3-ти конен полк през Първата световна война (1915 – 1918).

## Биография
Светослав Акрабов е роден на 12 юли 1879 г. в Татар Пазарджик. През 1902 г. завършва Военното на Негово Княжеско Височество училище и е произведен в чин подпоручик. От 1905 г. е поручик. Взема участие в Балканската (1912 – 1913) и Междусъюзническата война (1913). По време на Първата световна война (1915 – 1918) Акрабов командва ескадрон от 3-ти конен полк. През 1917 г. е произведен в чин капитан, а от 27 декември 1918 г. е майор. „За бойни отличия и заслуги във войната“ е награден с Военен орден „За храброст“, IV степен, 1-ви клас и с Народен орден „За военна заслуга“, IV степен, с военно отличие.
След войната е произведен в чин подполковник и като такъв командва 4-ти конен полк от 30 април 1920 до 23 декември 1920 година. По-късно служи като инспектор в щаба на жандармерията, като подполковник е командир на 5-а жандармерийска конна група. През 1928 г. като инструктор във Военното училище с чин полковник е награден с Орден „Свети Александър“ IV степен, през следващата година е назначен за командир на 3-та конна бригада и през 1931 е уволнен от служба.

### Семейство
Светослав Акрабов е женен и има 4 деца. По-малък брат е на капитан Константин Акрабов (р. 1867), полковник Стефан Акрабов (1872 – 1952) и капитан Светозар Акрабов (1877 – 1913).

## Военни звания
- Подпоручик (1902)
- Поручик (1905)
- Капитан (1911)
- Майор (27 юли 1918)
- Подполковник (2 декември 1920)
- Полковник (1928)
- Генерал-майор (неизв.)

## Награди
- Военен орден „За храброст“ IV степен, 1-ви клас. (1917/1921)
- Народен орден „За военна заслуга“ IV степен, с военно отличие (1918)
- Орден „Свети Александър“ IV степен (1928)